# Janusz Pospolita
Janusz Antoni Pospolita (ur. 17 maja 1954 w Bardzie) – polski inżynier budowy i eksploatacji maszyn, specjalizujący się w energetyce, metrologii energetycznej i technice cieplnej; nauczyciel akademicki związany z Politechniką Opolską.

## Życiorys
Urodził się w 1954 roku w Bardzie, w województwie dolnośląskim, gdzie ukończył szkołę podstawową. Potem kontynuował naukę w Liceum Ogólnokształcącym im. Bolesława Chrobrego w Kłodzku, które ukończył w 1973 roku pomyślnie zdanym egzaminem maturalnym. Studiował w Instytucie Techniki Cieplnej i Mechaniki Płynów Politechniki Wrocławskiej, zdobywając w 1978 roku dyplom magistra inżyniera. Podjął następnie studia doktoranckie na Wydziale Mechaniczno-Energetycznym swojej macierzystej uczelni, uzyskując na nim w 1982 roku stopień naukowy doktora nauk technicznych.
W tym samym roku przeprowadził się do Opola, gdzie został zatrudniony jako adiunkt w Wyższej Szkole Inżynierskiej. W 1995 roku uzyskał stopień naukowy doktora habilitowanego na Politechnice Wrocławskiej na podstawie rozprawy pt. Ocena przydatności wybranych typów przepływomierzy do pomiarów przepływów nieustalonych. Niedługo potem otrzymał stanowisko profesora nadzwyczajnego w Politechnice Opolskiej, pracując tam w Katedrze Techniki Cieplnej i Aparatury Przemysłowej.
Na opolskiej uczelni technicznej pełnił wiele istotnych funkcji organizacyjnych. Był pełnomocnikiem dziekana Wydziału Mechanicznego do spraw Programu Erasmus. W latach 2005–2012 był prodziekanem do spraw organizacyjnych Wydziału Mechanicznego. W 2010 uzyskał tytuł profesora nauk technicznych. Od 1 października 2012 roku do 2016 pełnił funkcję prorektora Politechniki Opolskiej do spraw nauki. Od 2016 do 2020 roku był dziekanem Wydziału Mechanicznego Politechniki Opolskiej.
Poza uczelnią jest członkiem Komisji Energetyki Polskiej Akademii Nauk oraz Polskiego Towarzystwa Elektrotechniki Teoretycznej i Stosowanej. Ma w swoim dorobku naukowym blisko 120 publikacji naukowych, w tym 5 monografii oraz książek i 1 skrypt. Wypromował jak dotychczas 4 doktorów.